# Walter M. Haynes
Walter M. Haynes (* 2. Oktober 1897; † 29. Mai 1967) war ein US-amerikanischer Politiker. Zwischen 1949 und 1953 war er als Präsident des Staatssenats bis 1951 faktisch und danach tatsächlicher Vizegouverneur des Bundesstaates Tennessee.

## Werdegang
Über die Jugend und Schulausbildung von Walter Haynes ist nichts überliefert. Auch über seinen Werdegang jenseits der Politik gibt es in den Quellen keine Angaben. Er lebte zumindest zeitweise in Winchester im Franklin County. Politisch gehörte er der Demokratischen Partei an. Zwischen 1931 und 1933 sowie nochmals von 1935 bis 1939 war er Abgeordneter und Präsident im Repräsentantenhaus von Tennessee. Von 1949 bis 1953 war er Mitglied und Präsident des Staatssenats. In dieser Eigenschaft war er Stellvertreter von Gouverneur Gordon Browning. Damit bekleidete er faktisch und ab 1951 auch offiziell das Amt eines Vizegouverneurs. Diesen Posten gab es bis dahin in Tennessee offiziell nicht, auch wenn dessen Aufgaben vom Senatspräsidenten wahrgenommen wurden. Seit 1951 ist der jeweilige Präsident des Staatssenats auch offiziell Vizegouverneur des Staates.
Im Juli 1952 nahm er als Delegierter an der Democratic National Convention in Chicago teil, auf der  Adlai Stevenson als Präsidentschaftskandidat nominiert wurde. Nach seinem Ausscheiden aus dem Amt des Senatspräsidenten und Vizegouverneurs ist Haynes politisch nicht mehr in Erscheinung getreten. Er starb am 29. Mai 1967.